# アルフレッド・コグニオー

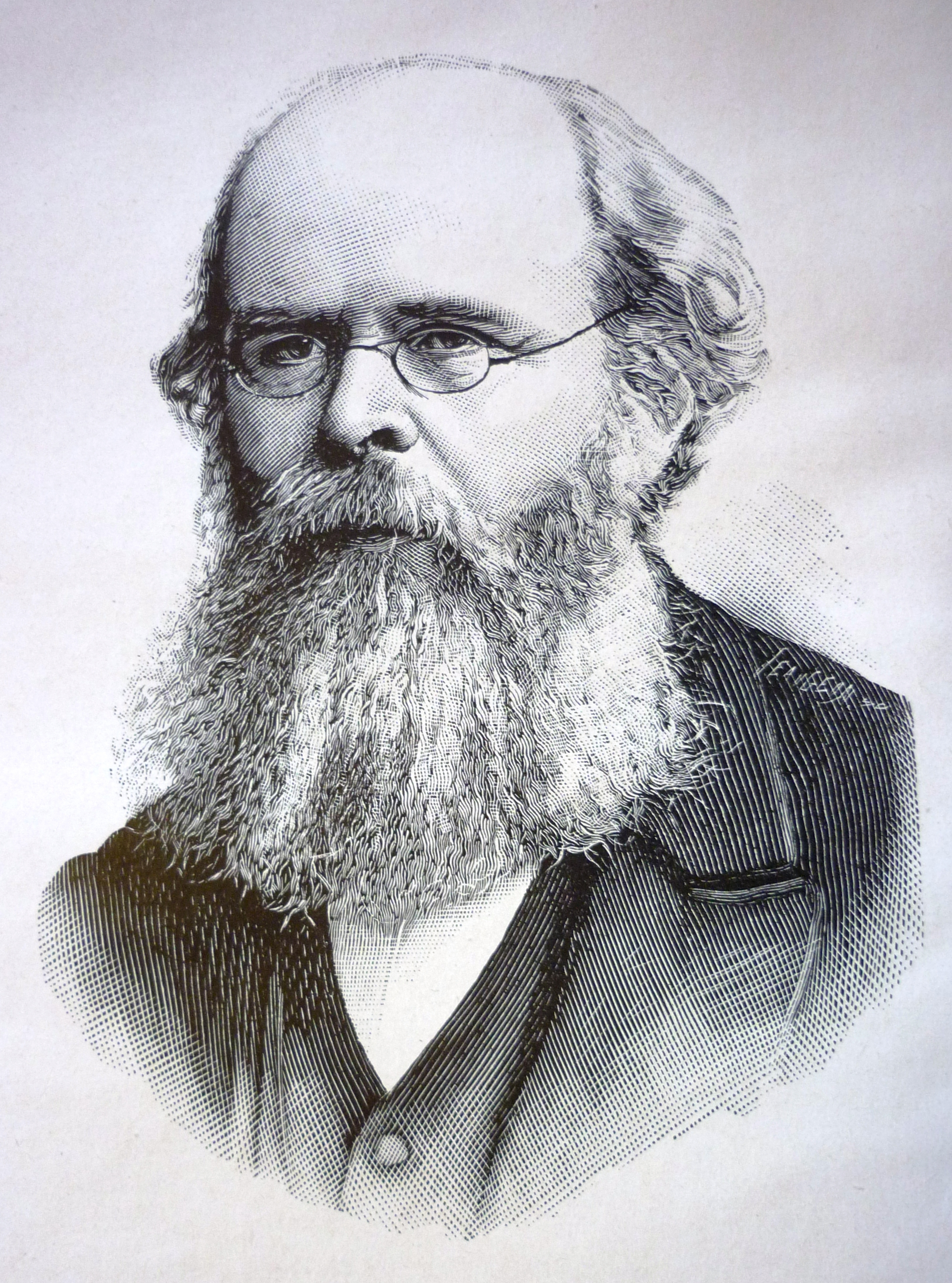
アルフレッド・コグニオー

アルフレッド・コグニオー（Célestin Alfrète  (Alfred) Cogniaux、1841年4月7日 - Genappe、1916年4月15日）はベルギーの植物学者である。ラン科の植物も専門とした。

## 略歴
エノー州のRobechiesに、役人をかねる、小農家の長男にうまれた。農場の仕事のためにしばしば学校を休まなければならなかったが、1861年に教師の資格を得て、数学や自然科学の教師となり、各地の高校で働いた。植物学に興味を持ち、植物学者で政治家のデュモルティエと知り合い、弟子、友人となり、デュモルティエとベルギー王立植物協会を設立した。ブリュッセル植物園の経営がいきづまり、デュモルティエの提案でベルギーに国立植物園（現在のPlantentuin Meise、Jardin botanique Meise）が整備される際に植物園の職員、学芸員になり、隠花植物の分野の研究を行った。園芸植物にも興味を持ち、1873年から1874に、マルシャル（Élie Marchal）と共著で"Plantes ornementales à feuillage panaché et coloré"を発表した。
1872年にグラーツ大学植物園の園長のアウグスト・アイヒラーから招かれ、マルティウスの編集に始まって、国際的なプロジェクトとなった『ブラジルの植物』（"Flora Brasiliensis":1840-1906）の編集に参加し、ブラジルのウリ科やノボタン科の植物の研究、執筆を行ない、プロジェクトに参加した65人の執筆者の中でも最も多くの種について執筆した研究者となった。
1880年に国立植物園をやめ、ジョドワーニュの師範学校の自然科学の教師となり、植物学の教科書、Petite flore de Belgique à l'usage des écoles　を執筆した。1901年に教師をやめ、ラン科の植物などの研究に専念した。1903年にハイデルベルク大学から名誉博士号を授与された。

## 著作の図版
A. Cogniaux & A. Goossens - "Dictionnaire Iconographique des Orchidees"の図版、作画はAlphonse Goossensによる。

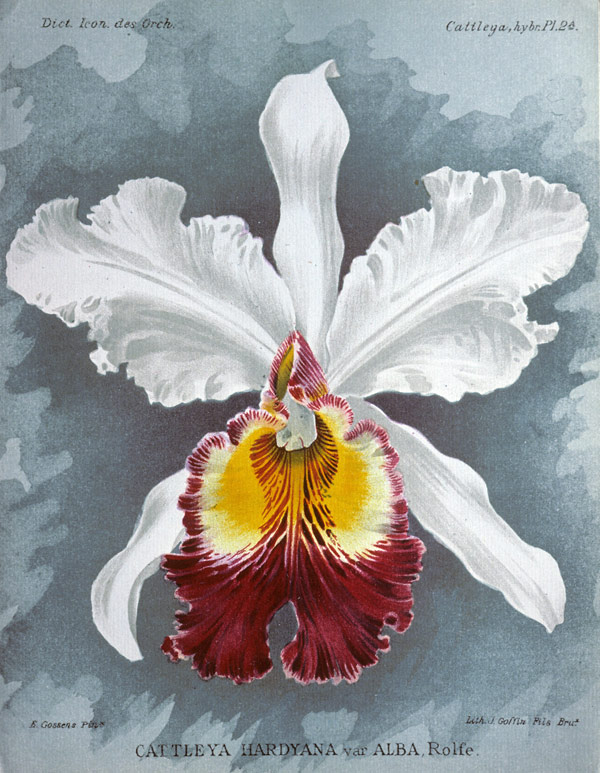
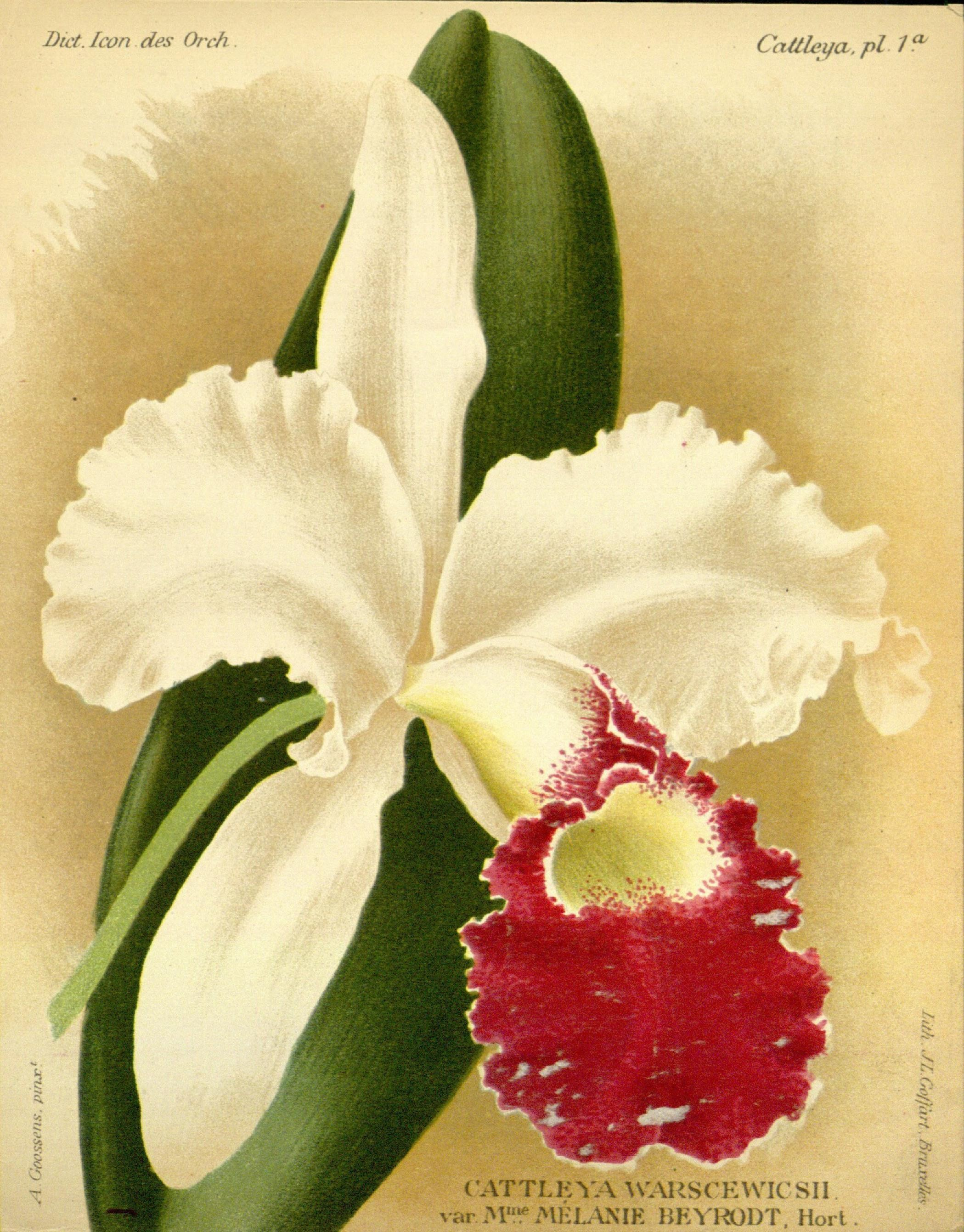
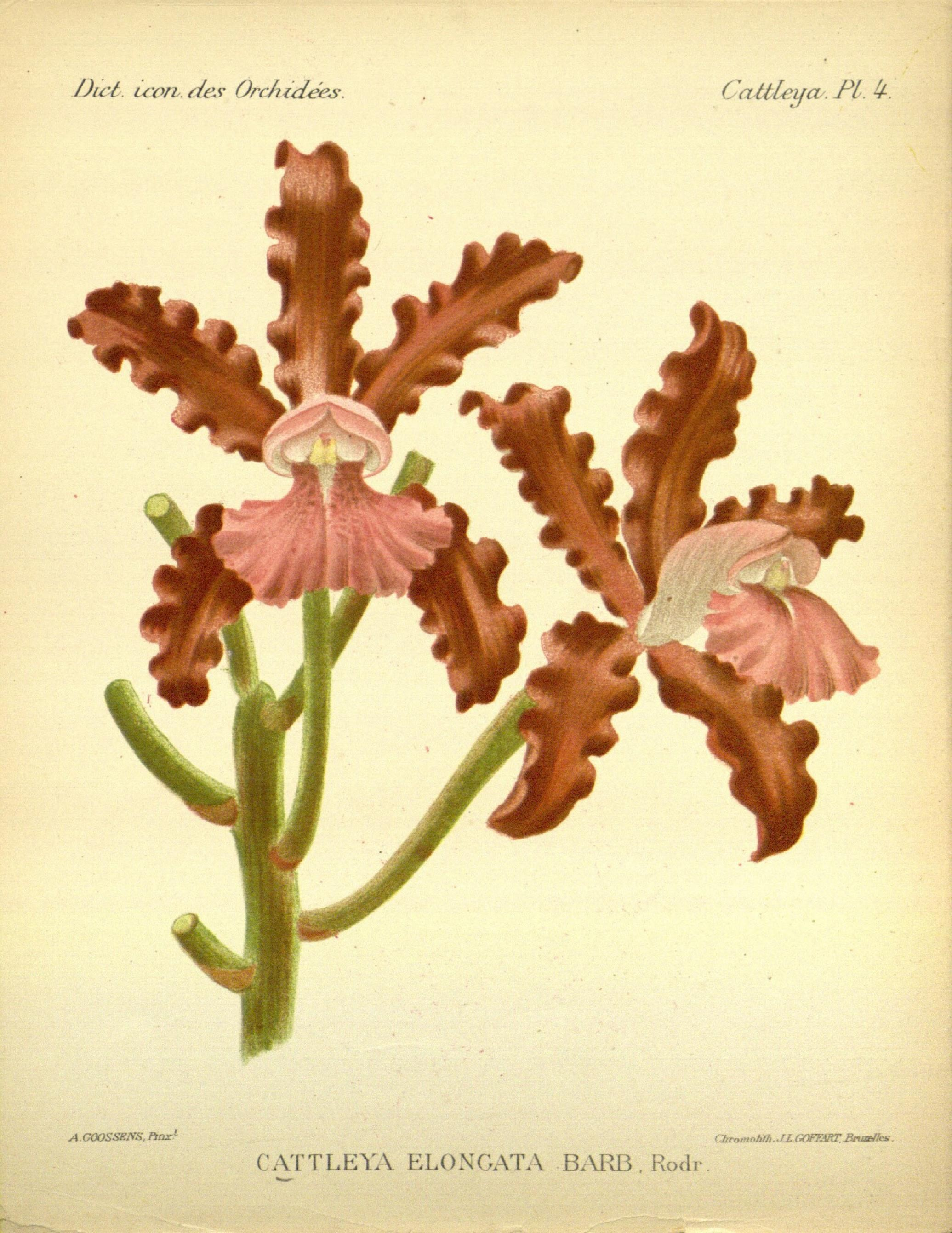
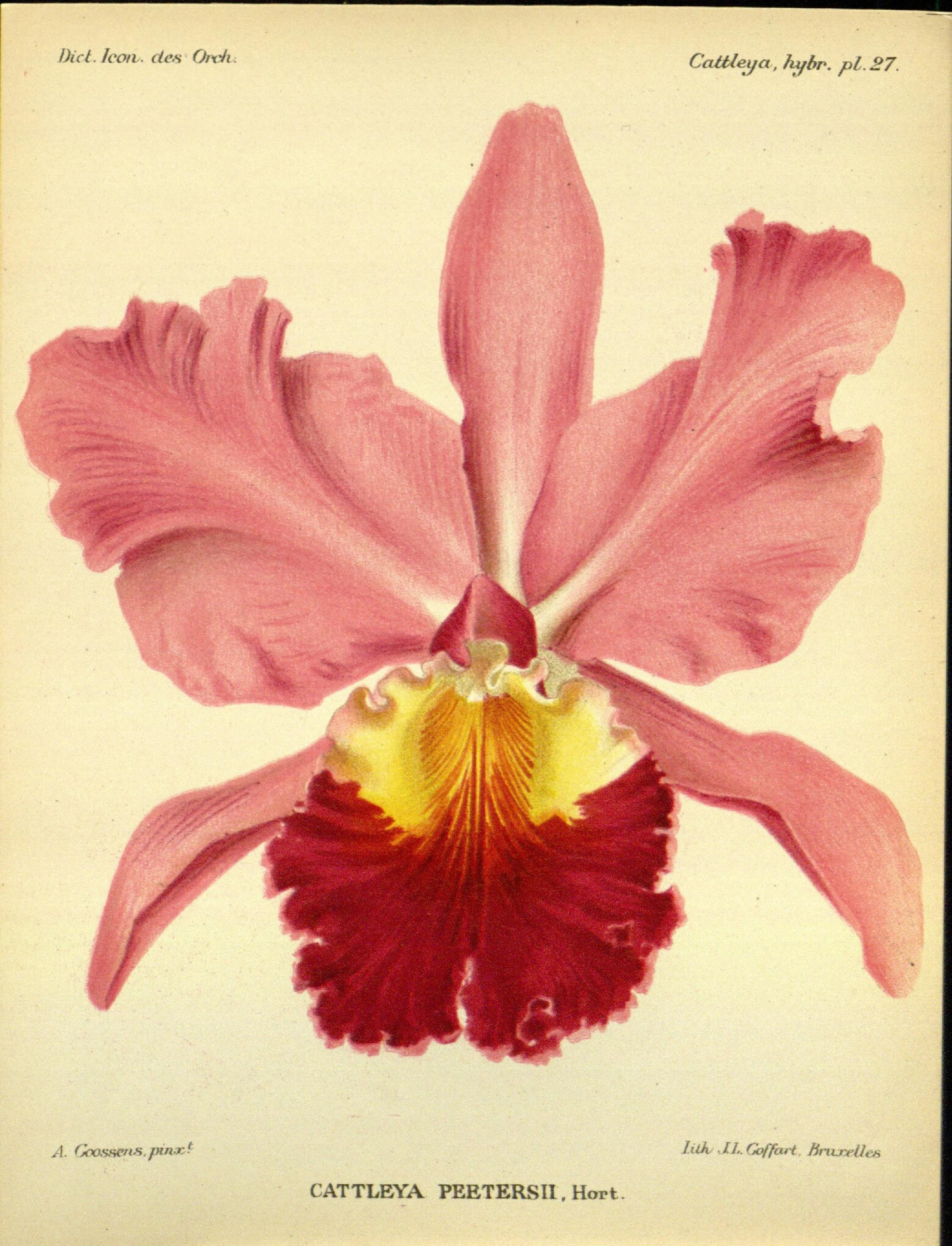
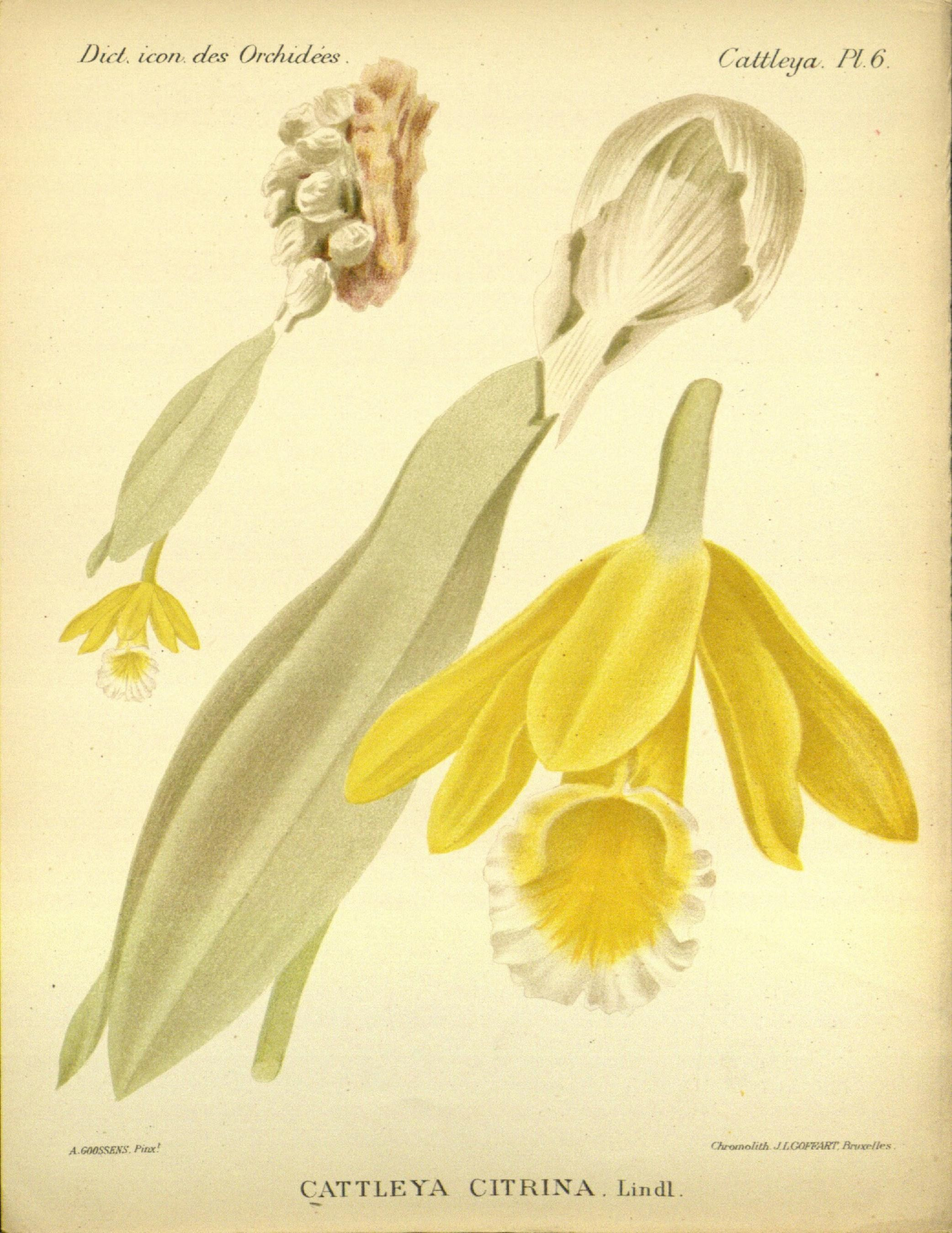

## 著作
- Nitella tenuissima Kützing (1863, zijn eerste publicatie)
- Les Glumcées de Belgique (1869-1871, 3-delig), Élie Marchalと共著
- Les Plantes ornementales à feuillage panaché et coloré (1873-1874, 2-delig),  Élie Marchalと共著
- Diagnose des Cucurbitacées nouvelles (1876)
- Cucurbitaceae, in  Flora brasiliensis (1878)
- Cucurbitaceae, in Monographiae phanerogamarum (1879, publicatie in 1881)
- Petite flore de Belgique à l'usage des écoles, Manceaux, Bergen (1883)
- Melastomataceae, in  Flora brasiliensis (1883-1888)
- Melastomaceae,  in Monographiae phanerogamarum (1891)
- Orchidaceae, in  Flora brasiliensis (1893-1906)
- Les orchidées exotiques et leur culture en Europe (1894), Lucien Linden 、G. Grignanと共著
- Dictionnaire iconographique des orchidées,  (1896-1907), Alphonse Goossensが作画
- Cucurbitaceae-Cucurbiteaa-Cucumerinae in  Das Pflanzenreich (1916)没後、Hermann August Theodor Harmsによって完成